# كاتدرائية غرناطة

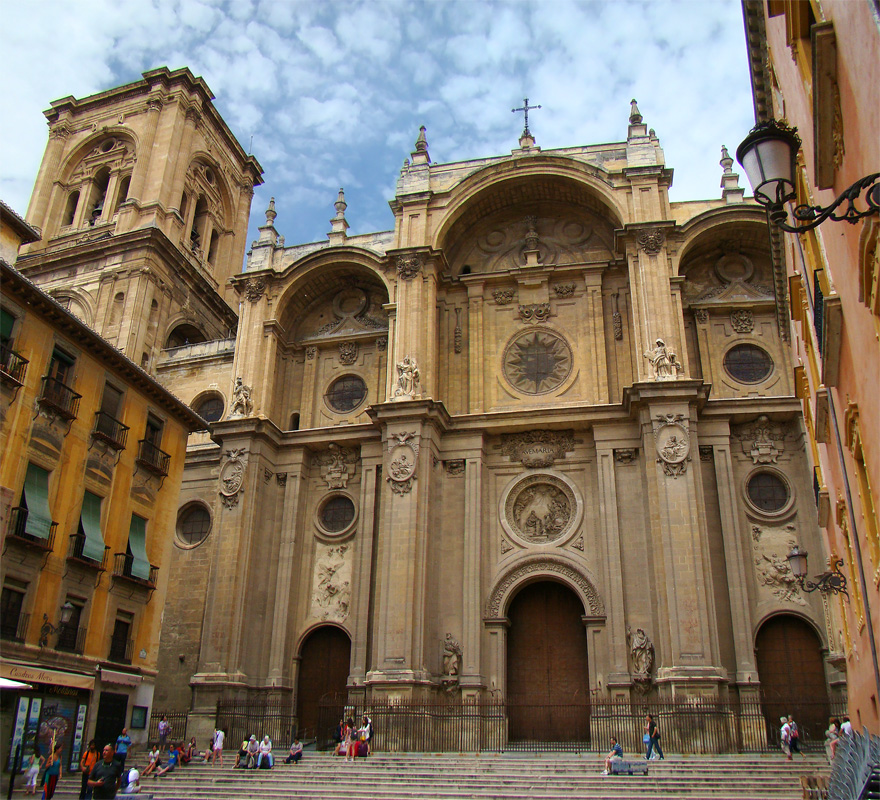
كاتدرائية غرناطة.

كاتدرائية غرناطة (بالإسبانية: Catedral de Granada)‏ أو كنيسة التجسد الكاتدرائية المقدسة المتروبوليتانية في غرناطة (بالإسبانية: Santa Iglesia Catedral Metropolitana de la Encarnación de Granada)‏ هي كاتدرائية مقرها مدينة غرناطة، عاصمة مقاطعة غرناطة بمنطقة أندلوسيا ذاتية الحكم في إسبانيا. وهي مقر أبرشية غرناطة.
بُنيت كاتدرائية غرناطة فوق مسجد غرناطة الشهير الذي بناه بنو الأحمر وسط المدينة. وبدأت أعمال البناء فيه أثناء عصر النهضة الإسباني في أوائل القرن السادس عشر. وبعد فترة وجيزة من سقوط غرناطة بيد الملكين الكاثوليكيين (فرناندو الثاني وإيزابيلا) تم تكليف خوان خيل دي هونتانون وإنريكي إيغاس بأعمال البناء. كم تم تشييد العديد من المباني في عهد شارل الخامس.
تم بناء كاتدرائية غرناطة على غرار كاتدرائية طليطلة، أي على الطراز القوطي وهو الطراز المعماري السائد في إسبانيا في أوائل القرن السادس عشر. ولكن في عام 1529 ألغت السلطة الكاثوليكية تكليف إنريكي إيجاس وقامت بتكليف دييغو سيلو الذي أكمل عمل سلفه لكنه أضاف عناصر من طراز عصر النهضة. ومع مرور الوقت قامت الأسقفية ببناء مشاريع معمارية جديدة مثل إعادة تصميم الواجهة الرئيسية للكاتدرائية عام 1664 من قبل «ألونسو كانو» وذلك لإدخال عناصر طراز الباروك. وفي عام 1706 تم بناء سكن الكاتدرائية.